# سیندی سامرز
سیندی سامرز (انگلیسی: Cyndee Summers؛ ۲۷ سپتامبر ۱۹۴۹ – ۱۵ نوامبر ۲۰۰۹) بازیگر فیلم‌های پورنوگرافی اهل آمریکا بود.